# Nanuqsaurus
Nanuqsaurus là một chi khủng long, được Fiorillo & Tykoski mô tả khoa học năm 2014.